# 23-й інженерно-позиційний полк (Україна)
23-й інженерно-позиційний полк — інженерне формування Сил підтримки Збройних сил України.

## Історія
Полк був створений 25.03.2021 року відповідно до спільної директиви Міністра оборони України та Головнокомандувача Збройних Сил України.  

### Російське вторгнення 2022 року
Станом на листопад 2022 року полк будував оборонні споруди на півдні України.
У березні 2024 року полк цілодобово будував оборонні рубежі на загрозливих напрямках. У квітні 2024 року працював на Авдіївському напрямку. Нормативи щодо площі та довжини перекриття траншей збільшили через загрози FPV дронів.

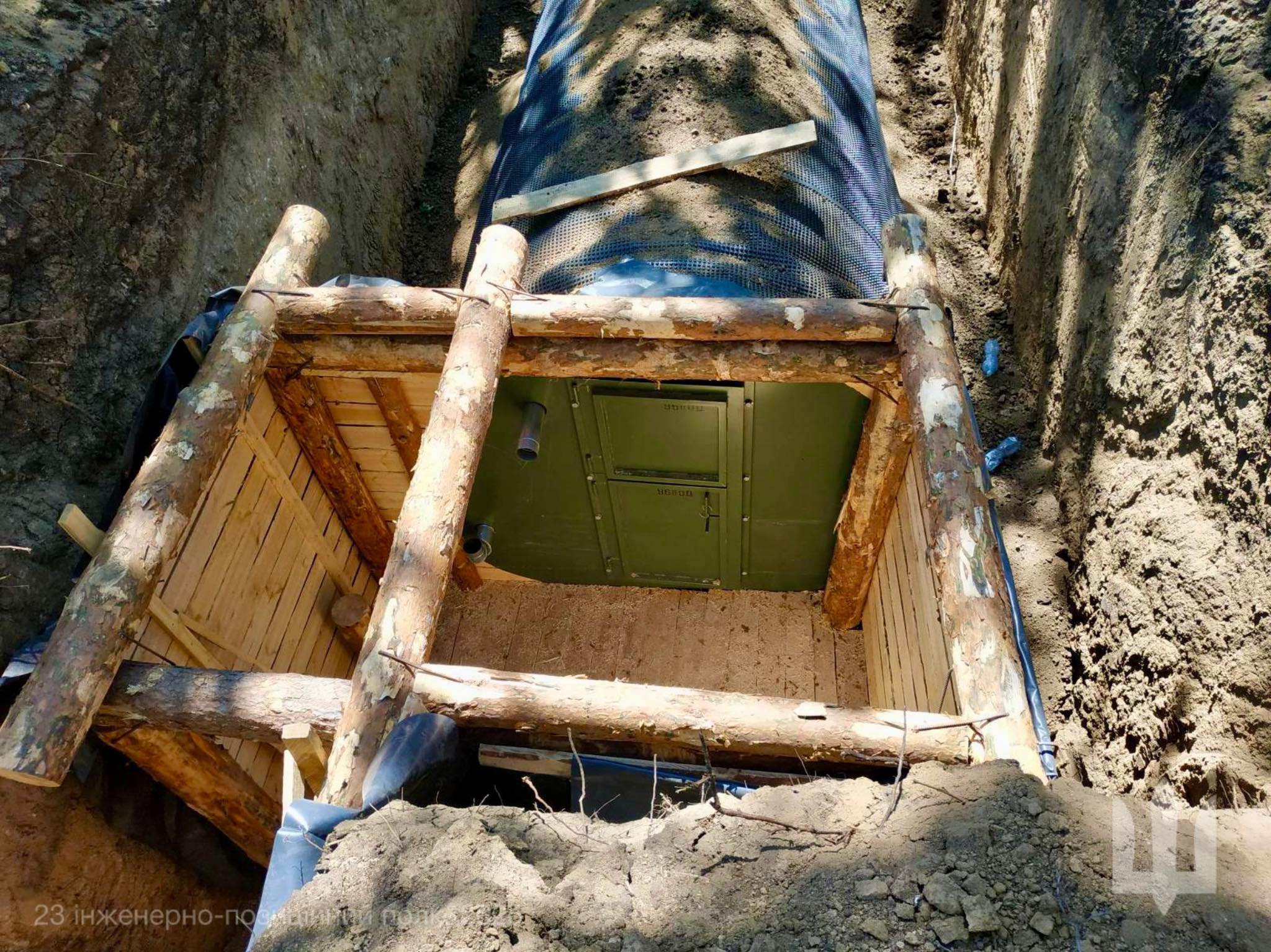
Бліндажі. Квітень 2025.
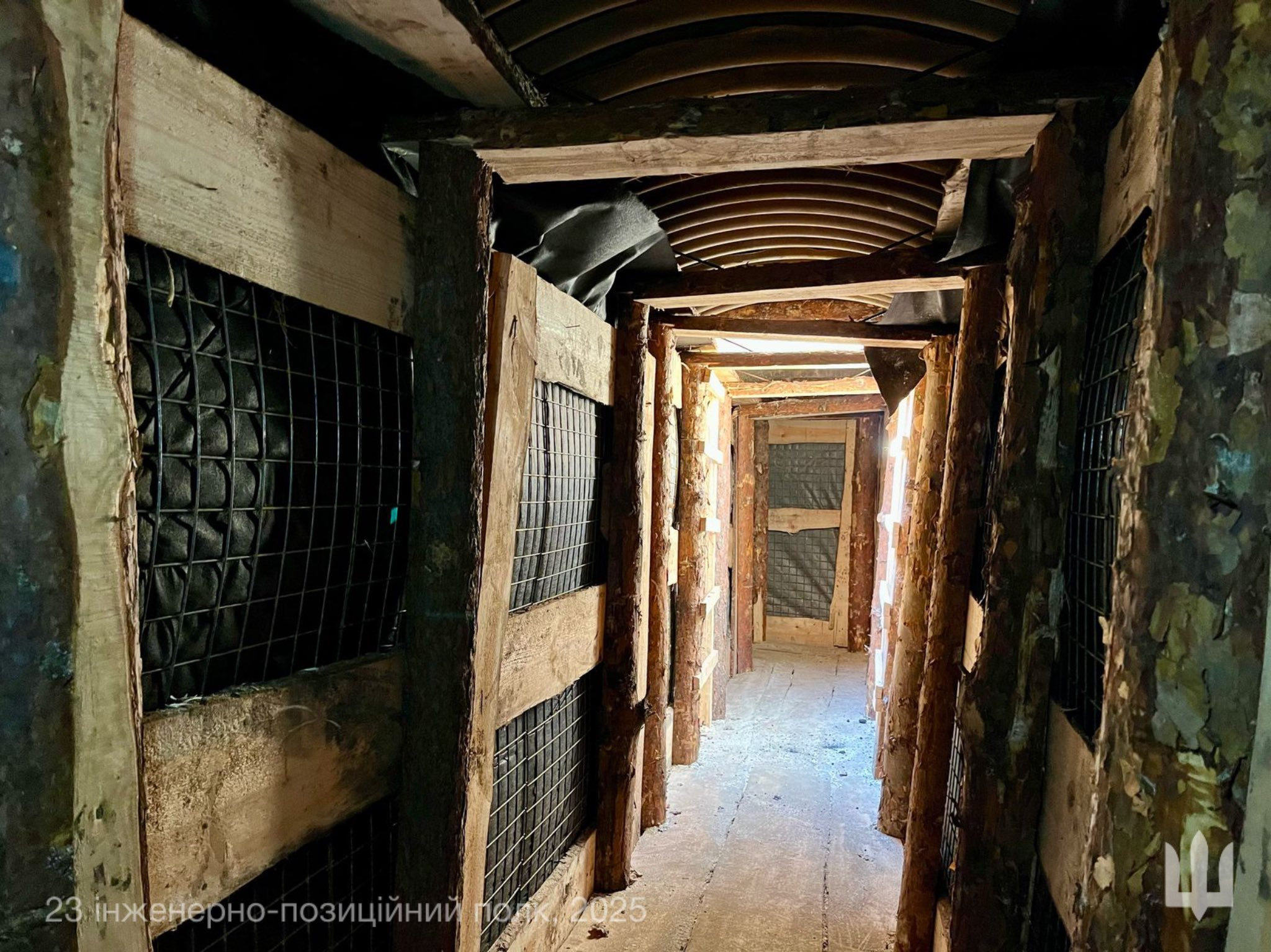
Траншеї. Квітень 2025.
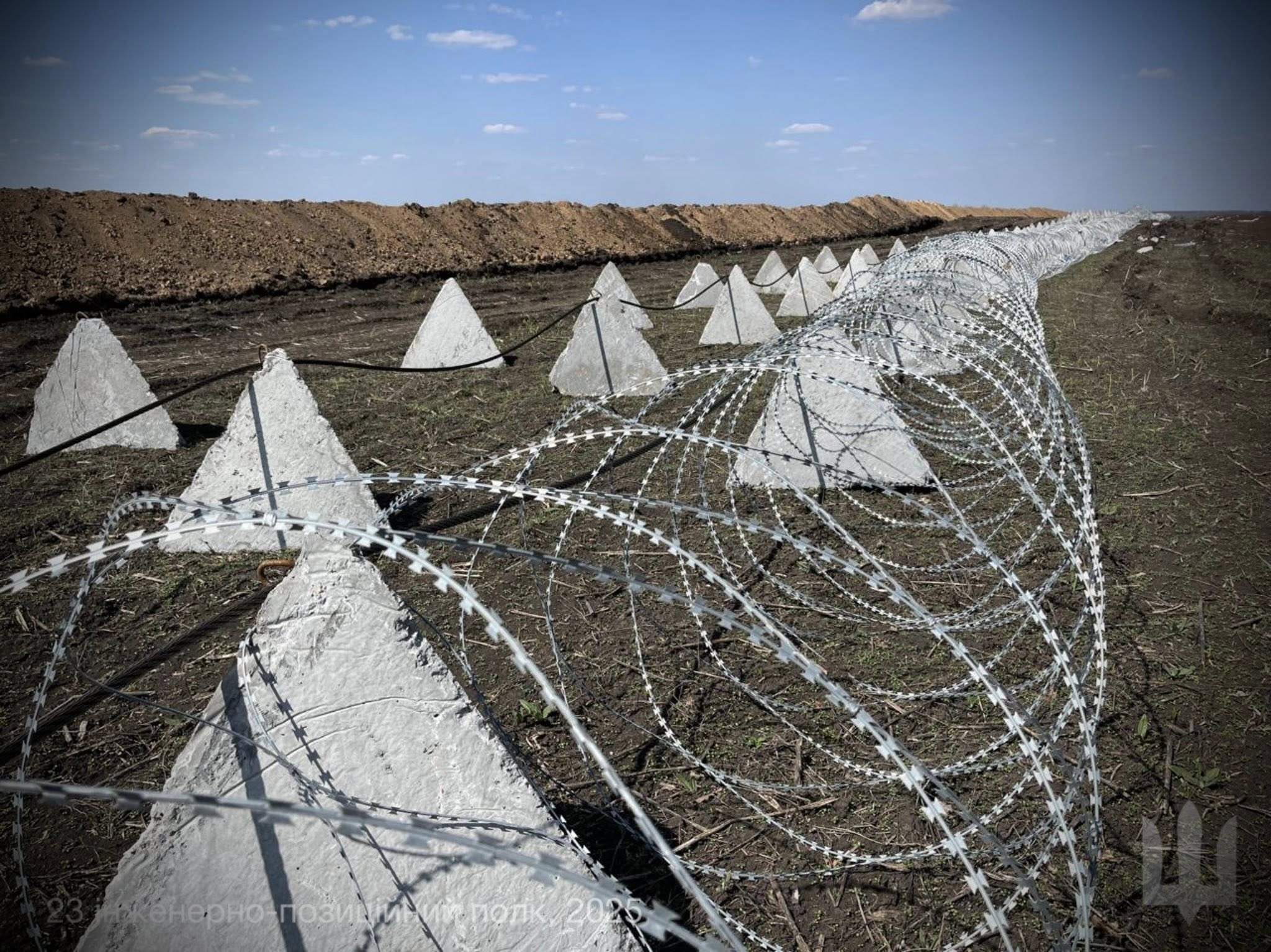
Колючий дріт та зуби дракона. Травень 2025.
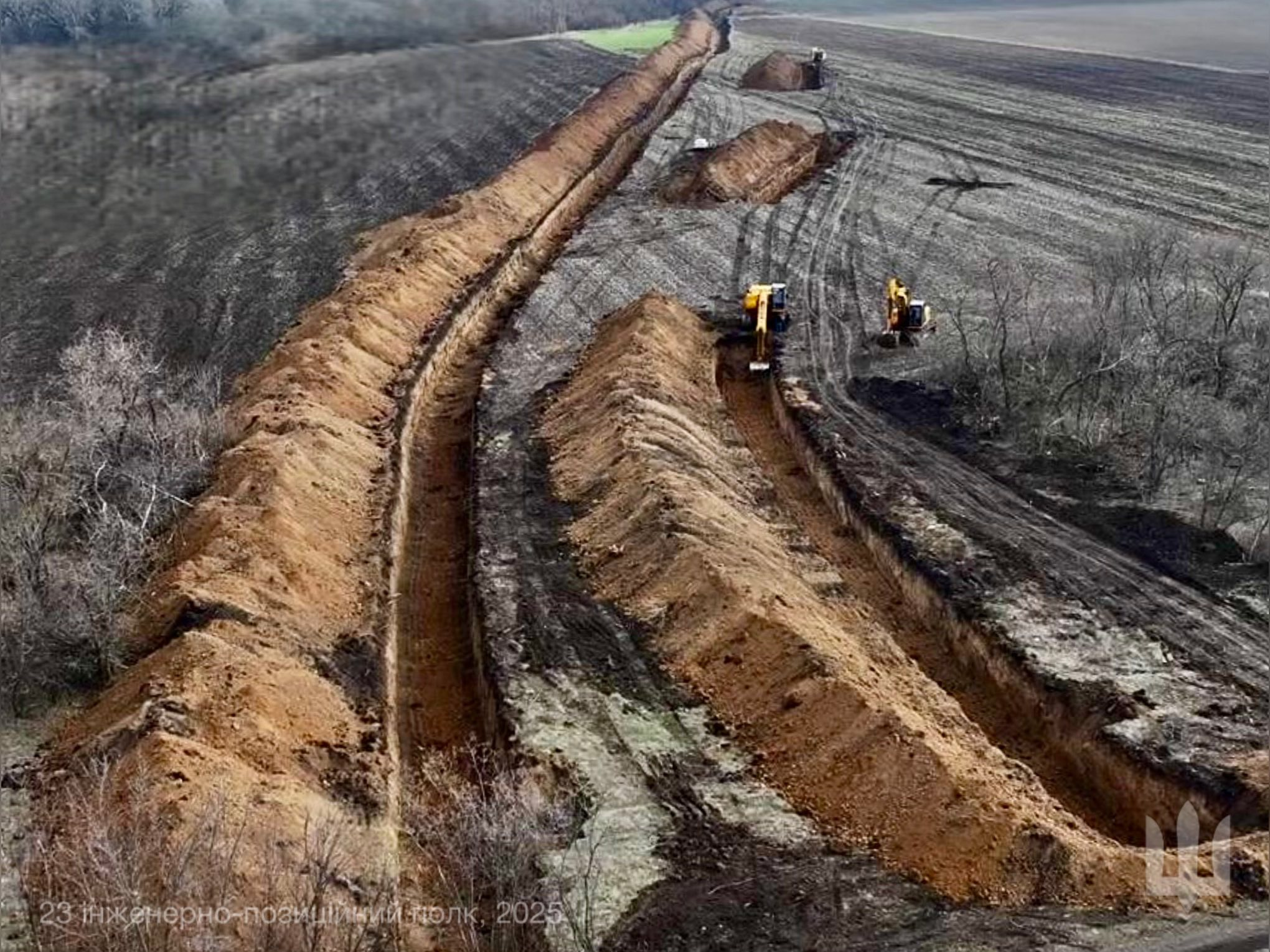
Протитанкові рови. Травень 2025.

## Оснащення
- МДК-3[5]